# Христофор Жефаровић
Христофор Жефаровић (1690 — Москва, 18. септембар 1753) био је српски сликар, зограф, бакрорезац, калиграф, писац, песник и преводилац из 18. века.

## Рана младост
Рођен је крајем 17. или почетком 18. века крај Дојранског језера, у данашњој Северној Македонији, у свештеничкој породици, од оца Димитрија и мајке Ђурђице. Према новосадским изворима, презиме је могло бити и Џефаровић из Дорјана, а потиче из породице „Џефаровци”, док је презимену је додао наставак „ич”. По Миодрагу Коларићу, био је родом из Солуна. Христофор му је било монашко име. О његовој младости се мало зна. Сматра се да је у очевој кући научио да чита и пише. Најпре је пошао у неки оближњи манастир да постане јеромонах, али је дошао само до чина јерођакона (пре 1748). Не зна се у којој је зографској дружини изучио живопис, али, када тридесетих година 18. века креће на север већ је био обучени живописац. Ишао је с рођацима, међу којима је био столар а потоњи сликар Ђорђе Џефаровић. Током живота бавио се фреско-сликарством, гравуром, иконописом и црквеним везом.

## Долазак у Београд
Преко Пећке патријаршије стиже у Београд где је сликао иконе и држао ученике. Тада је радио за митрополита Викентија Јовановића. Радови из тог периода нису познати.

## Прелазак у српску Војводину
Прелази потом у Сремске Карловце и Нови Сад, где посредством епоскопа Висариона (Павловића) добија посао живописања манастира Бођана, саграђеног 1722. Бођански живопис из 1737. године се сматра једним од његових најзначајнијих дела. Осликао је 1738. године престоне иконе за православну цркву у Брањини. Радио је фрескопис и у цркви у Шиклошу 1740. године, који није сачуван. Изгравирао је он 1742. године бакрорезе Св. Николе, за наше цркве у Ђуру и Кечкемету. Урадио је потом и везену плаштаницу, српске цркве у Пешти, око 1750. године.
У то доба смањује се потреба за зидним сликарством и расте тражња за графиком. Због тога се и Жефаровић преоријентише на графику. Он је сам резао своје бакарне плоче, и помоћу њих штампао своје књиге. Уз овај економски разлог, треба истаћи и жељу тадашњег патријарха Арсенија IV Јовановића Шакабенте да уз себе има бакроресца илирске крви. Тад одлази у Беч код Томаса Томе Месмера, чувеног бакроресца, код којег је 1740. године савладао технику гравуре. Из овог периода најпознатија му је композиција Свети Сава са српским светитељима дома Немањиног Потом следи Стематографија, Свети Теодор Тирон Стратилат, Свети Никола, Свети Јован Владимир, Свети Кузман и Дамјан.
Године 1741. превео је дело Хрвата, Павла Ритера Витезовића „Оживљена Хрватска“, која садржи хрестоматију (измишљену и стварну) свих српских краљева, царева, и владара од римског доба до турске окупације. Жефаровић је додао ту галерију од 29 ликова, заједно са сликом Стефана Немањића, и самог српског патријарха Арсенија IV Чарнојевића Шакабенте, којем је то дело и било посвећено. Међу светитељима међутим нашли су се Св. Давид цар бугарски, Св. Теофилакт архијереј бугарски, а за српског краља Милутина, који се посветио, наводи само да је "мироточец који је у Софији". Његов избор "наших" светитеља је збуњујући и тешко објашњив, јер се по Руварцу руководио чудном логиком.
Он 1745. године одлази на хаџилук у Јерусалим, где такође успева склопити неке послове претежно графичке и штампарске. Пут је описан од стране јеромонаха Силвестера који се називао "молер". Игуману Раковачком Јаоникију и двојици калуђера, прикључио се у Београду, Жефаровић - "као вјешт и окретан човек био је од особите помоћи при добивању путног листа, за даље путовање по Турској".
Године 1746. је поново у Бечу и ради пет бакрореза: Свети деспоти Бранковићи(за манастир Крушедол), Свети Никола(За Гргетег), лик цара Уроша за Јазак, Свети кнез Лазар(за Врдник), Богојављење(за Велику Ремету).
У Бечу на старом Флајшмаркту живели су у множини Срби. Ту се пре рата налазила на кућном броју 10. лепа "Накина кућа". Одмах до ње је кућа "витеза Жефаровића", са огромним породичним племићким грбом изнад улаза. Алекса Ивић историчар, наводи: "Власници те куће су потомци нашег сликара и бакроресца Кристифора Жефаровића". Преко пута тих кућа, на кућном броју 13. била је грчка црква, а пре је то била грчко-српска црква, посвећена Св. Тројици
Године 1748. код Томе Месмера издаје своју књигу Описаније свјатого божија града Јерусалима са богатим илустрацијама. Књига је издата трошком јерусалимског архимандрита Симеона Симеоновића. 
О његовом раду педесетих година се мало зна, али је тада издао: Небески Јерусалим(1748), Богородица Елеуса(1749), Распеће Христово(1751, за манастир Хопово). Последње му је дело Свети Стефан Штиљановић(1753).
У лето 1753. одлази из Беча у Русију, преко Угарске. У Токају на Тиси, вероватно због старости, саставља тестамент у ком све оставља свом малолетном синовцу Данилу Жефаровићу, који ће постати родоначелник бечке племићке куће "вон Жефаровић". За старатеља младом синовцу, изабрао је извесног Србина, Алексића. У Москву је стигао 5. августа 1753. где се настанио у Богојављенском манастиру. Ту је и умро убрзо, 18. септембра исте године, и сахрањен.
До његовог рада на бакрорезу, код нас су углавном радили стран уметници.

## Националност и етничка припадност
Етничка припадност Жефаровића је предмет спора између појединих бугарских и српских историчара. Милићевић пише у својој познатој биографској књизи, о Жефаровићу као српском књижевнику. Неколико поруџбина бакрореза Жефаровићевих са ликом Богородице, било је из места Кожана, поред реке Србице (српске), у Тесалији. Били су то поручиоци: Константин Георгије Руссис, Јован Здравко и Константин Георгије Коца, становници Кожана. То место и околину насељавали су некад искључиво Срби, па су се повукли северније због неодговарајуће климе. Препустили су те просторе македонским Грцима. Грк Жисис Јанакидис (из Кожана), је сведочио о томе у једном објављеном писму - "Писмо из Грчке". Жефаревић би могао бити потомак неке од малобројних преосталих тамошњих старих српских породица. Браћа Руварци историографи међутим искачу из српских редова, инсистирајући, мада без много факата, његову бугарску народност. Тако Иларион Руварац, познат по контрадикцији, пише о њему, као "Бугарину" или "бугарском зографу". Други Руварац, Димитрије пишући о почецима српске књижевности, каже на почетку за "нашег другог књижевног песника" да је био "Бугарин Христифор Жефаровић". Мада се овај потписивао, како сам наводи, са "илирико-расцијан". и говорио о "отаџбини Бугарској" а не о свом роду. Тестамент Жефаровића је писан и "потписан" 1754. године у мађарском градићу Токају, и то на грчком језику, што би могло да значи да је у најмању руку био Цинцарин. 
Христофор Жефаровић је радио за духовни препород и српског и бугарског народа, јер је сматрао да је то један исти „илирски“ народ. Павле егзарх Ненадовић га је прозвао „фанатиком бугарске домовине и кинловером Илирског царства“. Жефаровић је наводио да ради за „нашу домовину српску“, и потписивао се као „универзални Иллыро-Расциан сликар"(иллирӥко рассӥанскӥыј обсхтӥыј зограф) 1741. године.

## Галерија
- Грб Македоније
- Грб Истре
- Грб Бугарске
- Грб Бохемије
- Грб Србије
- Грб Херцеговине
- Грб Хрватске
- Грб Угарске
- Грб Моравске
- Грб Босне
- Грб Шлеске из "Стематографије" Христофора Жефаровића (1741)
- Грб Далмације из "Стематографије" Христофора Жефаровића (1741)
- Грб Пољске из "Стематографије" Христофора Жефаровића (1741)
- Грб Штајерске из "Стематографије" Христофора Жефаровића (1741)
- Св. Теодор Стратилот и Св. Теодор Тилон, 1741.
- Цар Урош (1746)
- Распеће Христово Са Страдањем Апостола, 1751.
- Богородица Олимпијска (1752)
- Свети Стефан Штиљановић, 1753.
- Христoфор Жефаровић - Антиминс манастира Драговић
- Христoфор Жефаровић - Богородица Живоносни источник
- Христoфор Жефаровић - Свети Кузман и Дамјан са изгледом манастира Раковца
- Христофор Жефаровић - Изгон из раја
- Христофор Жефаровић - Стварање човека и жене.